# 景井雅之
景井 雅之（かげい まさゆき、1981年 - ）は日本のミュージシャン、作曲家、編曲家、音楽プロデューサー。北海道出身。楽曲、舞台、映像、広告などを制作するmatatabirecords主宰。
音楽を通じてアーティストや様々な境遇の人達をエンパワーしていく作曲家。音を駆使した空間演出を得意とし、舞台作品やファッションショーなどの音楽を手がけ、日本をはじめ中国、韓国、イスラエル、スペイン、ベルギー、フランス、セルビアなど、世界各国で上演されている。
2014年より日本を代表するコンテンポラリーダンスの振付家平原慎太郎が主宰するダンスカンパニーOrganWorksに音楽家として所属し作曲・音楽監修として活動。matatabirecordsのプロジェクト 二胡とうた凛子では、童謡や神話のような物語と音にまつわる宇宙の理を表現する。
音楽性は幅広く、ミニマルミュージックが根幹にあるものの、民俗音楽、電子音楽にも造詣が深い。
2021年開催の2020年東京オリンピックの開会式でのパフォーマンス音楽制作（選手宣誓直後～夜空に地球儀が出現するシーン）や、2023年 第5回海上シルクロード国際芸術祭開会式では、Composer（作曲）を務めた。

。
グラミー賞受賞歴をもつ作曲家 DavidLang、人間国宝能楽師 
津村禮次郎とのパフォーマンス、世界的なFLORIST 清野光のセルビアファッションショー、森美術館で美術家 塩田千春展企画のパフォーマンスなど多様なアーティストとのコラボレーションや、Wacom、ASEANTA ASIA、環境省事業、プラネタリウムの音楽デザインを担当。
海洋プラスチック問題をテーマに海で拾い集めたプラスチックを素材に制作したスピーカー『海洋プラスチックスピーカー pure』（環境省ローカルブルーオーシャンビジョン推進事業）のディレクター、2023年 TEDx Sapporoにて「美しい心の領域を広げる音の世界」をテーマにスピーカーとして登壇するなど活動の幅を広げている。

## ディスコグラフィ

### スタジオ・アルバム
- 『揺籠』 - Yurikago’’ 2012年
- 『志操』 - ‘’Shisou’’ 2015年
- 『ジロトマッテル』 - ‘’Jiro-to-Matteru’’ 2015年
- 『Reason to Believe』 - Reason to Believe 2016年
- 『蟲ふるう夜』 - ‘’Mushi Furuu Yoru’’ 2016年
- 『光の環』 - ‘’Hikari no wa’’ 2018年
- 『聖獣』 - ‘’Seijyu’’ 2019年
- 『You are the universe』 - ‘’You are the universe’’ 2025年

### シングル
- 『渦仙』- ‘’Uzusen’’ 2018年
- 『ZEROGRAVITY』 2022年
- 『KAMUY SINTA』-feat.Yoko Toyokawa  2023年

### 舞台音楽
- NOCON - テツのツノのサイ（ダンス演出・振付：平原慎太郎、2011年）
- 机の器の机 - OrganWorks（ダンス演出・振付：平原慎太郎、2014年）
- ジロトマッテル（演劇・ダンス演出・振付：柴田智之・東海林靖志、2015年）
- TSURA - OrganWorks（（ダンス演出・振付：平原慎太郎、2015年）
- TSURA Spain - MADRID EN DANZA2015（ダンス、演出・振付：平原慎太郎、2015年）
- Reason to Balieve - OrganWorks（ダンス、演出・振付：平原慎太郎、2016年）
- RAPRAP（札幌国際芸術祭、ダンス演出・振付：チョンヨンドゥ、2016年）
- ジロトマッテル （韓国国際演劇フェスティバル、演劇・ダンス演出・振付：柴田智之・東海林靖志、2016年）
- 聖獣～live with a sun～ - OrganWorks（ダンス、演出・振付：平原慎太郎、2017年）
- BOW!!! - Noism（ダンス演出・振付：平原慎太郎、2019年）
- ヨガフェスタ横浜 - 磯部佳世子ヨガクラス（ヨガ、二胡：凛子、作編曲：景井雅之、2019年）
- くちないし - 塩田千春 森美術館 魂がふるえる展（ダンス演出・振付：平原慎太郎、2019年）
- 朧月夜（振付：関あさみ・鈴木明倫、企画・演出：景井雅之、2020年）
- えんえん - OrganWorks（ダンス演出・振付：平原慎太郎、2020年）
- 残像百景 - 桃源郷オーケストラ（振付：浜田純平、企画・演出：景井雅之、2021年）
- WOLF - OrganWorks（ダンス演出・振付：平原慎太郎、2021年）
- 2020年東京オリンピックの開会式（総合演出・振付：平原慎太郎、音楽演出：景井雅之、2021年）
- 象徴の化石（出演：津村禮次郎、生花：清野光、2021年）
- 象徴の化石（ダンス演出・振付：平原慎太郎、生花：清野光、2021年）
- 蟲ふるう夜 - matatabirecords（ダンス、演出・振付：平原慎太郎、企画・音楽演出：景井雅之、2021年）
- いしやまキャンドルナイト[7]（音楽演出・演奏：景井雅之 2022）
- 漂幻する駝鳥- OrganWorks（ダンス演出・振付：平原慎太郎、音楽演出：景井雅之　2023年）
- セルビアファッションウィーク Serbia Fashion Week 2023 作曲
- 中国第五回海上シルクロード国際芸術祭 開会式（ダンス演出・振付：平原慎太郎、音楽演出：景井雅之　2023年）
- TEDxSapporo2023スピーカー登壇
- 光廷と法底 - （ダンス演出・振付：平原慎太郎、音楽演出：景井雅之　2024年）
- ショウメイコウ show me a code - （ダンス演出・振付：平原慎太郎、音楽演出：景井雅之　2025年）